# Moscou-Paris
Ne doit pas être confondu avec Duo Paris-Moscou ou Moscou express.
Le Moscou-Paris est le nom générique informel donné à une vague de froid sur la France et dont les masses d'air froides et sèches proviennent de Russie, poussées par l'anticyclone de Sibérie vers le sud-ouest,,. L'expression est fréquemment reprise dans les médias français,,,,.
Avec une fréquence de trois à quatre ans, ce phénomène est à l'origine de records de froids en France.

## Formation

Animation des anomalies de températures liées à un Moscou-Paris au cours de l'hiver 2009-2010 en Europe.

## Voir Aussi